# Кучево (община)
Кучево (серб. Кучево) — община в Сербии, входит в Браничевский округ.
Население общины составляет 17 497 человек (2007 год), плотность населения составляет 24 чел./км². Занимаемая площадь — 721 км², из них 47,4 % используется в промышленных целях.
Административный центр общины — город Кучево. Община Кучево состоит из 26 населённых пунктов, средняя площадь населённого пункта — 27,7 км².

## Статистика населения общины
| Год  | Население, чел. |
| ---- | --------------- |
| 1991 | 19 767          |
| 2001 | 18 962          |
| 2002 | 18 792          |
| 2003 | 18 583          |
| 2004 | 18 373          |
| 2005 | 18 127          |
| 2006 | 17 825          |
| 2007 | 17 497          |